# Mina przeciwpiechotna

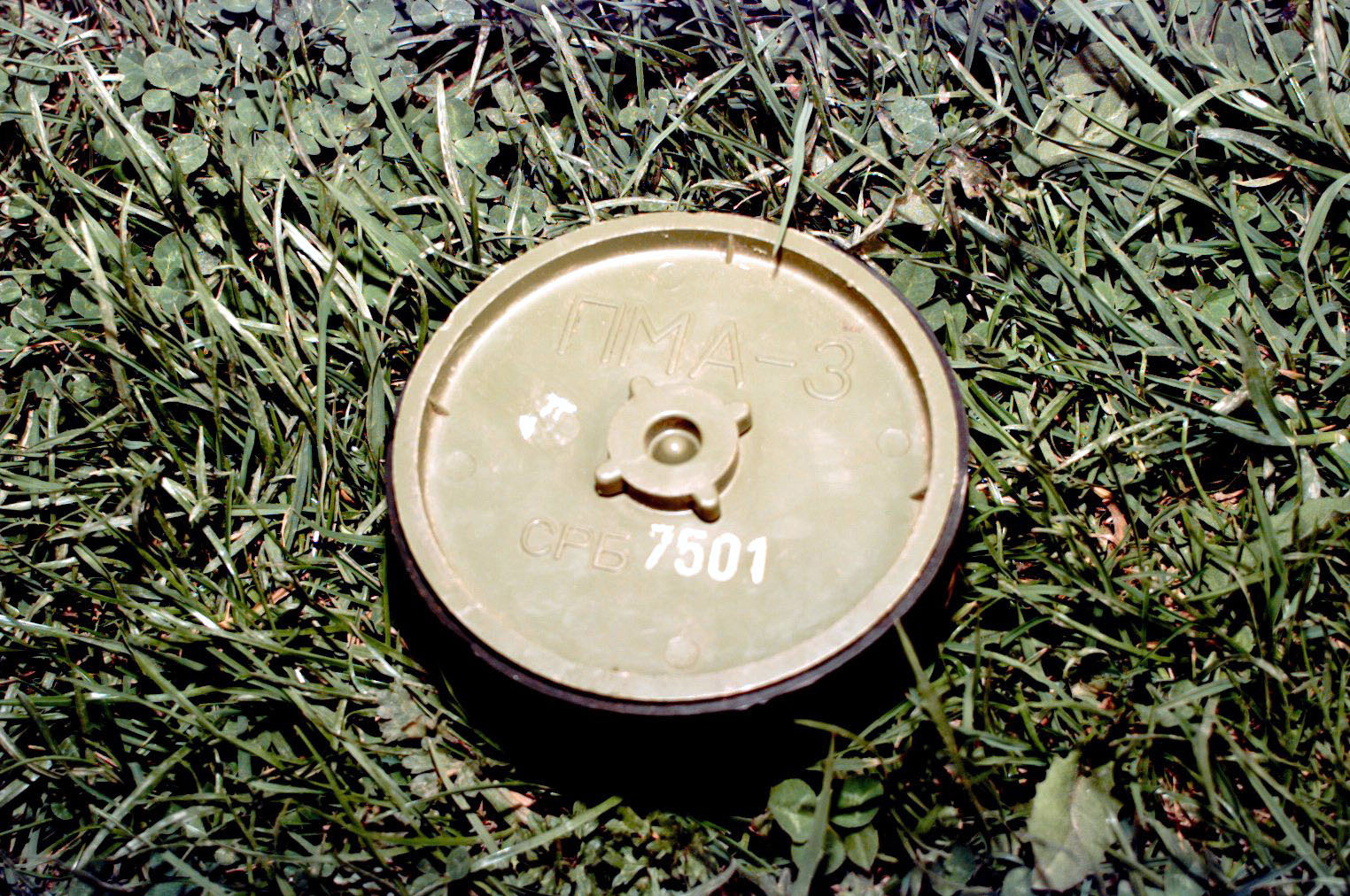
PMA-3 (mina przeciwpiechotna bezpośredniego działania)

Mina przeciwpiechotna (mina przeciw piechocie) – mina lądowa przeznaczona do zwalczania siły żywej. Stosowana do osłony zapór inżynieryjnych i tworzenia zapór minowych.
Mogą być wykonywane z materiałów trudnowykrywalnych jak np. szklana niemiecka Glasmine 43, czy rosyjska drewniana PMD-6; wyposażone w samolikwidatory, niszczące minę po upływie zadanego czasu jak np. PFM-1S.

## Podział min przeciwpiechotnych
Ze względu na sposób działania dzieli się miny przeciwpiechotne na:
- fugasowe (bezpośredniego działania) – rażące falą uderzeniową powstałą podczas eksplozji materiału wybuchowego, wyposażone w zapalniki naciskowe, np. radzieckie PMD-6, PMD-7, PFM-1, niemiecka Schützenmine 42;
- odłamkowe – rażące odłamkami, wyposażone w zapalniki o działaniu naciskowym, naciągowym lub w obydwa te rodzaje zapalników. Miny odłamkowe mogą być stacjonarne (eksplodujące na powierzchni gruntu) lub wyskakujące (po zadziałaniu zapalnika kadłub miny tego rodzaju jest wyrzucany na wysokość 1–1,5 m i dopiero wtedy następuje eksplozja). Przykładami min wyskakujących są Schrapnellmine 35 i M16; stacjonarnych: POMZ-2, Stock-Mine 43;
- odłamkowe kierunkowe – rażące odłamkami w określonym sektorze. Miny tego typu są najczęściej odpalane ręcznie. Przykładami mogą być amerykańska M18A1 Claymore, radzieckie MON-50, MON-100, MON-200.

## Miny radzieckie
OZM-152 (Oskołoczno-zagraditielnaja mina)
Odłamkowo-zagradzająca mina stosowana była do rażenia odłamkami siły żywej nieprzyjaciela. Jej wybuch mógł być spowodowany przez zamknięcie obwodu elektrycznego z punktu kierowania, samoczynnie – na skutek oddziaływania na minę żołnierzy nieprzyjaciela lub po upływie określonego czasu, gdy zastosowano w niej zwieracz o opóźnionym działaniu. Mina OZM-152 składała się z: kadłuba, ładunku materiału wybuchowego, zapalnika, linki, dna kadłuba, komory na ładunek miotający i ładunku miotającego. Jako jej kadłub służył korpus 152 mm pocisku artyleryjskiego, po odpowiedniej przeróbce dna i części czołowej, wypełniony trotylem lub amonotrotylem. Miny te ustawiano w ziemi na głębokości do 1 m. Wybuch następował po zamknięciu obwodu elektrycznego i wyrzuceniu jej ładunkiem miotającym nad ziemię na wysokość około 0,5 m. Jako źródło prądu stosowano baterie suche. Ciężar całkowity miny wynosił 50,5 kg, materiału wybuchowego – 6,3 kg, dodatkowego detonatora – 0,4 kg, ładunku miotającego – 0,3 kg, a jej wysokość – 604–613 mm i średnica 180 mm. Promień rozrzutu odłamków dochodził do 70 m, natomiast skutecznego rażenia żywych celów 30–50 m. Zmodernizowaną odmianą miny OZM-152 były miny z uniwersalnymi komorami miotającymi typu UWK (Uniwersalnaja wybrasiwatielnaja kamera). Komory te przystosowano do połączenia z korpusami pocisków artyleryjskich 122 i 152 mm, min moździerzowych 122 mm oraz zdobycznych pocisków niemieckich kalibru 105 i 150 mm i min moździerzowych. Montaż miny polegał na połączeniu korpusu pocisku (miny moździerzowej) z nagwintowaną komorą, odpowiednim założeniu detonatorów i wsypaniu prochu miotającego. Wybuch powodowany był elektrycznie lub mechanicznie. Ciężar komory wynosił 3 kg, jej średnica 132 mm, a ładunku miotającego 100 gramów. Promień rażenia odłamkami w zależności od kalibru pocisku wynosił od 15 do 30 i więcej metrów.
Miny z kadłubami betonowymi i znajdującymi się w nich siekańcami lub kulkami metalowymi ustawiano podobnie jak POMZ-2. Raziły siłę żywą w promieniu 6–8 m.
Miny odłamkowe (różne) miały kadłuby wykonane z puszek po konserwach, odcinków rur, pudełek metalowych i drewnianych, woreczków z tkaniny itp. Wkładano do nich materiał wybuchowy – najczęściej 200-gramowe kostki trotylu, zapalniki MUW i siekance lub kulki metalowe. Ustawiano je w zależności od konstrukcji, na ogół podobnie jak POMZ-2 lub bezpośrednio na ziemi i maskowano, ich promień rażenia wahał się w granicach 5–20 m.
Drewniana mina wodoszczelna (MKF) podobna w swej budowie do miny PMD-7c

Składała się z kawałka drewna z wywierconymi dwoma otworami, większym – na nabój wiertniczy i mniejszym na zapalnik MUW, pokrywy na zawiasach, materiału wybuchowego i zapalnika oraz korków. Osadzano je (korki) na bitumie lub towocie, co czyniło minę w pewnym sensie wodoszczelną.
Pętlowa mina
Przeciw piechocie lub przeciw narciarzom, zakładana była w terenie porośniętym wysoką trawą lub pokrytym grubą warstwą śniegu. Składa się z drewnianego kadłuba z przybitą od dołu deską oporową, pętli drucianej połączonej dwoma dźwigniami wykonanymi z listewek, materiału wybuchowego – 400-gramowej kostki trotylu i zapalnika MUW. Wolną przestrzeń w kadłubie wypełniano metalowymi siekańcami lub różnymi odłamkami. Niekiedy do kadłuba wkładano minę POMZ-2 lub pocisk. Po zahaczeniu nogą lub nartą o pętlę, następował jej przechył i jednocześnie odchylenie dźwigni, które powodowało wyciągnięcie zawleczki z zapalnika i wybuch miny.

## Miny niemieckie
Betonowa mina kulista

Składała się z: kulistego betonowego korpusu z różnego rodzaju odłamkami (kulkami, siekańcami itp.), ładunku wybuchowego – trzech 200-gramowych kostek trotylu, zapalnika typu ZZ-35 lub ZZ-42 i obudowy. W jej korpusie znajdowała się komora na ładunek. Minę umieszczano w obudowie z drewna lub metalu i mocowano klinami. Mogła być także ustawiana bezpośrednio w ziemi bez żadnej obudowy, zazwyczaj na naciągowe działanie. Raziła siłę żywą odłamkami z rozerwanego korpusu. Jej ciężar wynosił około 17 kg, a średnica 250 mm.
Mina przeciw piechocie wz. 1944

Została wprowadzona na uzbrojenie armii niemieckiej pod koniec wojny. Stosowano ją do osłony ważnych obiektów i pozycji lub jako zapalnik do fugasów i różnych min niespodzianek, naciskowego działania. Mina miała wygląd metalowego pudełka o średnicy 50 mm i wysokości 25 mm, złożonego z dwóch części. Do dolnej przymocowany był specjalny zapalnik, a do górnej wprasowany 30-gramowy materiał wybuchowy. Ogólny ciężar miny wynosił 80 g. Była ona nierozbrajalna, działała pod naciskiem 10–15 kg, mogła uszkodzić stopę.
Mała mina odłamkowa

Mina tego typu stosowana była do minowania lasów lub terenów zadrzewionych. Składała się z: żeliwnego korpusu z pokrywą i wydrążonym otworem na 75-gramowy nabój wiertniczy i zapalnik ZZ-35 lub ZZ-42. Na ogół przywiązywano je do drzew na wysokości około 1 m w rejonie uczęszczanych ścieżek i dróg, a druciany odciąg od zawleczki zapalnika przymocowywano do innego drzewa (gałęzi), znajdującego się po ich drugiej stronie. Wymiary miny wynosiły: średnica – 45 mm, wysokość – 90 mm, a jej ogólny ciężar – ok. 600 g.

## Różne
M14
- Dane techniczne:
  - wysokość 38 mm, średnica 58 mm,
  - przeznaczenie: przeciwpiechotna, fugasowa,
  - rodzaj kadłuba: cylindryczny bakelitowy,
  - rodzaj ładunku: tetryl 0,28 kg,
  - zapalnik: naciskowy,
  - masa całkowita miny 0,085 kg,
  - min. nacisk: 9 kg.

Mina trudno wykrywalna indukcyjnie. Mina posiada dwa stopnie zabezpieczenia: 1. stopnia zawleczkę zabezpieczającą, oraz 2. stopnia płytę naciskową.
SB-33
- Dane techniczne:
  - średnica 88 mm, wysokość 32 mm,
  - przeznaczenie: przeciwpiechotna, narzutowa,
  - rodzaj kadłuba: z tworzywa sztucznego,
  - rodzaj ładunku: TNT 0,035 kg,
  - zapalnik: naciskowy, elektroniczny, samoczynny z opóźnieniem,
  - Masa całkowita miny 0,14 kg,
  - Minimalny nacisk: 5 kg.

Mina charakteryzuje się nieregularnym kształtem, co utrudnia jej wykrycie wzrokowe. Zapalnik naciskowy jest bardzo odporny na wybuchowe środki minowania. Wersja SB-33AR posiada zapalnik elektroniczny, który może zadziałać pod wpływem nacisku lub próby zdjęcia jej.
MK-42
- Dane techniczne:
  - średnica 38 mm, długość 81 mm,
  - Przeznaczenie: przeciwpiechotna, narzutowa,
  - Rodzaj kadłuba: metalowy,
  - Rodzaj ładunku: kompozycja A-5 0,033 kg,
  - Zapalnik: kontaktowy,
  - Masa całkowita miny 0,198 kg.